# Liliowe
Die Liliowe (slowakisch Ľaliové sedlo, deutsch Liliensattel) ist ein Gebirgspass im Süden der polnischen Woiwodschaft Kleinpolen und der Slowakei in der Hohen Tatra. Der Pass befindet sich in den Gemeinden Zakopane und Vysoké Tatry auf dem Hauptkamm der Tatra und verbindet das Seealmtal (Dolina Gąsienicowa) mit dem Stillen Tal (Tichá dolina). Der Pass ist 1952 m ü.N.N. hoch und grenzt an die Gipfel Beskid in der Westtatra sowie Randturm (Skrajna Turnia) in der Osttatra, konkret Hohen Tatra. Damit ist der Pass auch die Grenze zwischen West- und Hoher Tatra im Hauptkamm der Tatra.

## Tourismus
▬  Über den Pass führt ein rot markierter Wanderweg entlang des Hauptkamms der Tatra vom Tal Dolina Kościeliska bis auf den Höhenweg Orla Perć (Adlerweg).
▬  Auf den Pass führt ein grün markierter Wanderweg auf von der Berghütte Schronisko PTTK Murowaniec im Tal Dolina Gąsienicowa.

## Erstbesteigung
Der Pass wurde bereits in der frühen Neuzeit von Hirten aufgesucht. Der Erstbesteiger ist unbekannt.